# Taxe pour le développement des industries de l'horlogerie, bijouterie, joaillerie et orfèvrerie ainsi que des arts de la table
La taxe pour le développement des industries de l'horlogerie, bijouterie, joaillerie et orfèvrerie ainsi que des arts de la table (dite taxe HBJOAT) est une taxe affectée au profit  du Comité Francéclat, comité professionnel de développement économique au service des secteurs de l'horlogerie, de la bijouterie, de la joaillerie, de l’orfèvrerie et des arts de la table.

## Historique

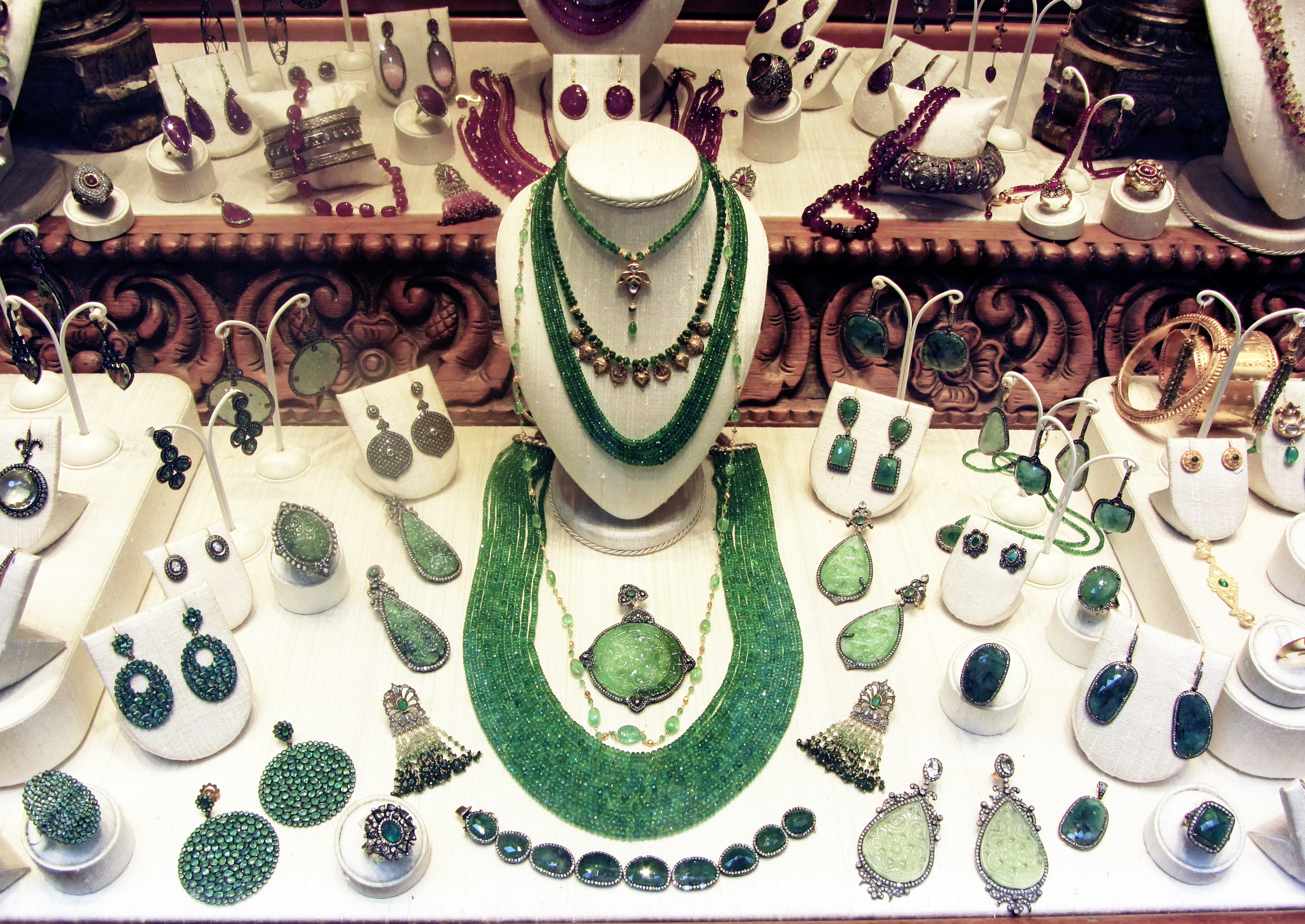
La bijouterie, la joaillerie et l'orfèvrerie sont taxés depuis 1996.

En 1963, une taxe parafiscale horlogère est instituée pour financer le Comité Interrégional de la Montre (CIM) qui deviendra en 1977 le Comité Interrégional de l'Horlogerie (CIH) puis en 1981 le Comité Professionnel de Développement de l'Horlogerie (CPDH).
En 1996, la taxe parafiscale est étendue aux activités de la bijouterie, la joaillerie et l'orfèvrerie. Le CPDH devient le Comité Professionnel de Développement de l'Horlogerie, de la Bijouterie, de la Joaillerie, de l'Orfèvrerie (CPDHBJO).
La loi de finances de 2003 transforme la taxe parafiscale en taxe affectée au CPDHBJO. Puis en 2007, la taxe est étendue aux arts de la table. Le CPDHBJO devient le Comité Francéclat (Comité Professionnel de Développement de l'Horlogerie, de la Bijouterie, de la Joaillerie, de l'Orfèvrerie et des Arts de la Table) en 2009.

## Caractéristiques

### Redevables
Toute entreprise qui fabrique ou commercialise au détail des produits imposables  (montre, horloge, pendule, réveil, bijoux, pierre précieuse, perle, vaisselle, verrerie, couvert...) en France métropolitaine, Guadeloupe, Martinique, Réunion ou vers l'espace économique européen est redevable de la taxe. Il existe plusieurs exonérations dont le marché de l'occasion qui est exempté depuis 2009.
Le taux de la taxe est de 0,19 % du chiffre d'affaires taxable hors taxes.
Le recouvrement de la taxe est fait par Francéclat sur le territoire français et les douanes pour les produits importés en provenance de pays situés hors de l'Espace économique européen.

### Bénéficiaires

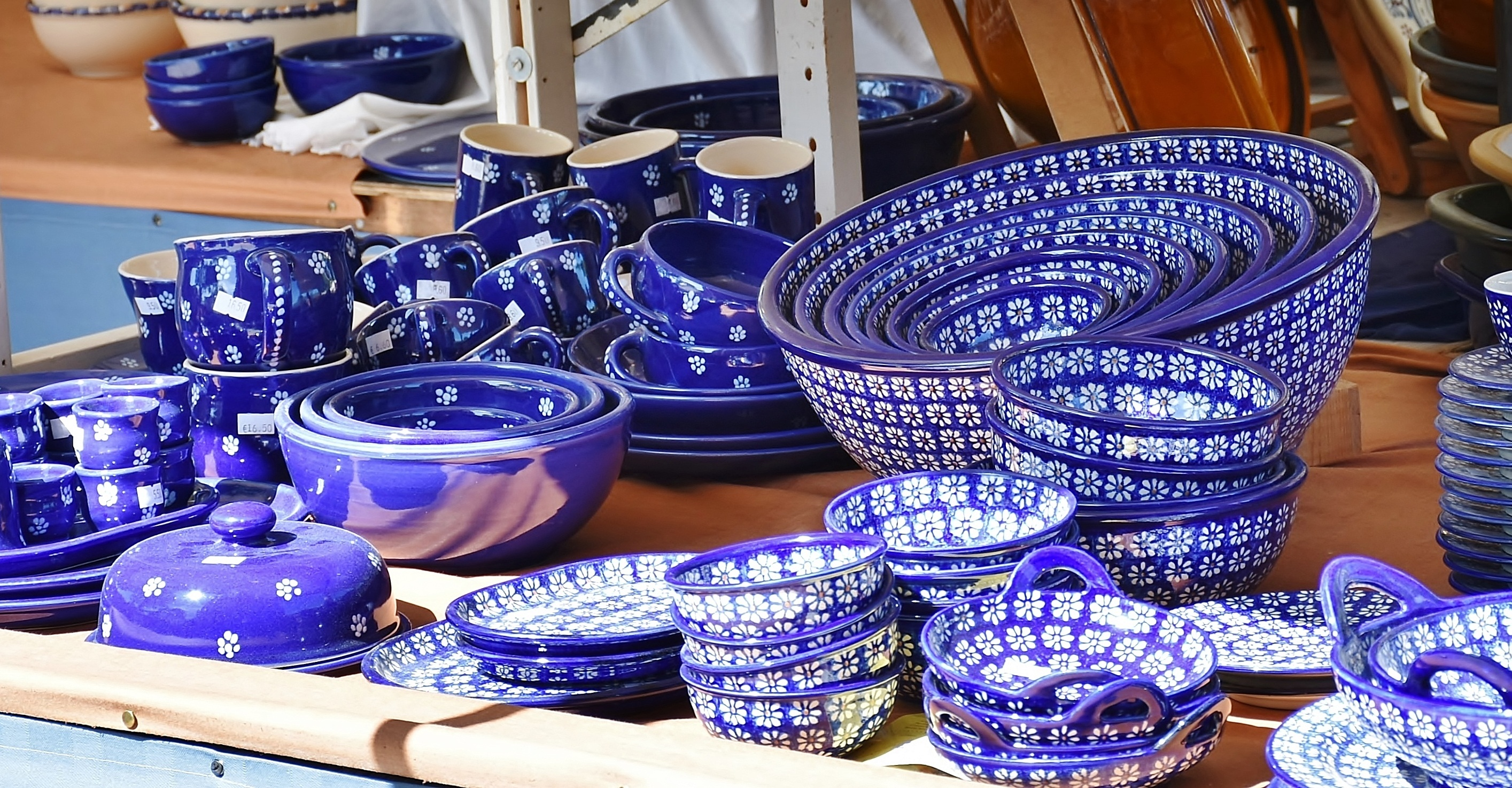
Les arts de la table sont taxés depuis 2003.

Le produit de la taxe est d'environ 14 millions d’euros par an. Elle permet de financer des opérations de communication et de développement, au service des entreprises françaises dans les domaines de l'horlogerie, la bijouterie, la joaillerie, l'orfèvrerie et les arts de la table.
Dans son rapport sur les taxes à faible rendement, l'Inspection générale des finances indique :

« Cette taxe s’inscrit dans une logique de prélèvement / soutien à une filière économique, sur laquelle la légitimité à intervenir de l’État apparaît faible. L’État devrait s’en désengager. La taxe pourrait être remplacée, si les acteurs économiques le souhaitent, par une contribution volontaire. Dans l’hypothèse où cela ne serait pas possible et même si cela peut paraître contradictoire avec d’éventuelles distorsions, la mission recommande, dans un objectif de simplification, d’exonérer totalement les produits exportés et importés. Les produits en provenance de l’UE et les produits exportés vers les pays non UE sont en effet déjà exonérés et la taxation des produits importés ne représente que 18 % du montant de cette taxe. »